# Louis Blériot

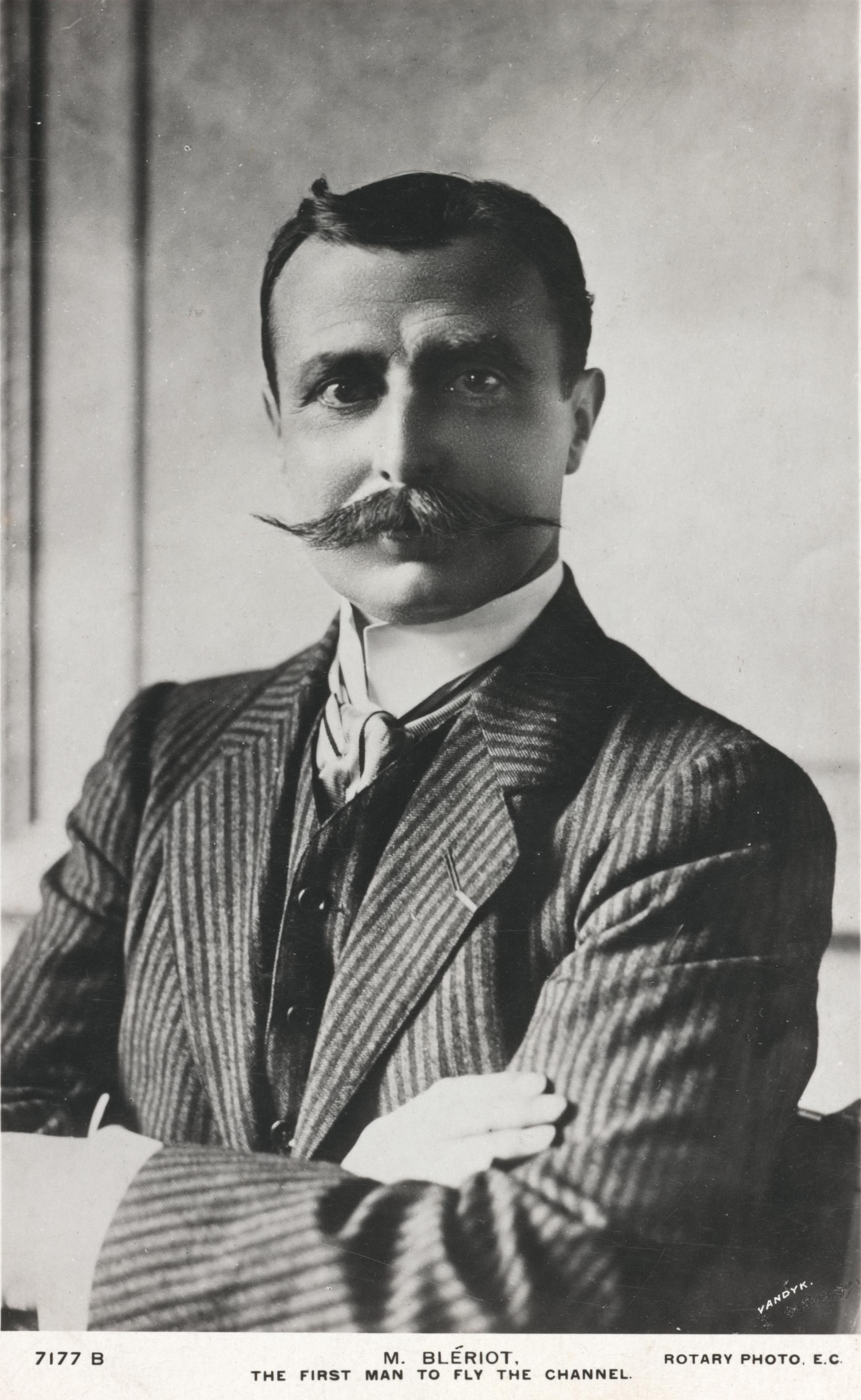
Louis Bleriot

Louis Blériot (ur. 1 lipca 1872, zm. 2 sierpnia 1936 w Paryżu) – francuski producent lamp samochodowych, motocykli i samolotów, wynalazca i pionier lotnictwa.

## Życiorys
W dniu 25 lipca 1909 jako pierwszy człowiek na świecie pokonał jednopłatowym samolotem własnej konstrukcji Blériot XI kanał La Manche.
Louis Blériot urodził się we wsi Dehéries niedaleko Cambrai, w północnej Francji. W 1895 ukończył zaliczaną do najlepszych francuskich uczelni technicznych École centrale Paris uzyskując tytuł inżyniera. W 1900 roku zbudował swój pierwszy statek latający typu ornitopter, który na podobieństwo ptaków miał ruchome skrzydła mające w założeniu wytworzyć konieczną do lotu siłę nośną.
W 1903 wraz z innym pionierem lotnictwa Gabrielem Voisin założył wytwórnię Blériot-Voisin, która działała do 1906 roku.
W 1907 odbył swój pierwszy lot samolotem własnej konstrukcji. W 1910 przyznano mu pierwszą licencję pilota we Francji.

## Samoloty Blériota
Louis Blériot opracował wiele typów samolotów:
- Blériot V – zbudowany w 1907 roku jednopłat w układzie kaczki (inaczej canarda).
- Blériot VI – zbudowany w czerwcu 1907 roku samolot o konstrukcji jednopłata z dwoma parami skrzydeł w układzie tandem. Maszyna została nazwana ważką. Samolot wykonał kilka udanych lotów.
- Blériot VII – zbudowany we wrześniu 1907 roku jednopłat napędzany silnikiem Antoinette o mocy 50 KM z czterołopatowym śmigłem.
- Blériot VIII – zbudowany na podstawie maszyny Blériot VII pomiędzy lutym a czerwcem 1908 roku, podobny konstrukcyjnie do Blériot XI, ale lotki zastąpiono obracającymi się powierzchniami. 24 listopada 1908 samolot ten został zniszczony.

## Przelot nad kanałem

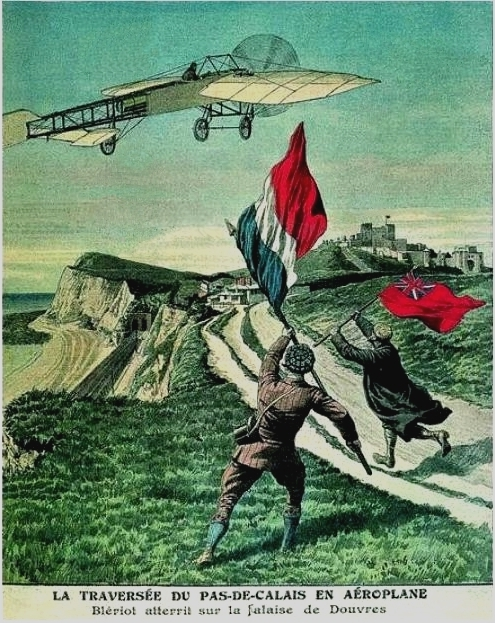
Lądowanie w Dover

Pierwszy przelot nad kanałem La Manche w maszynie cięższej od powietrza miał miejsce 25 lipca 1909 roku. Blériot, zgodnie z wymaganiami stawianymi przez fundatora nagrody za ten wyczyn Daily Mail, wystartował o 4.35 z Les Barraques niedaleko Calais. Po 37 minutach lotu samolot wylądował po drugiej stronie kanału, w Dover pokonując drogę 22 mil statutowych, czyli 35 kilometrów. Wyczynu tego dokonał na samolocie Blériot XI własnej konstrukcji zbudowanym we współpracy z innym francuskim pionierem lotnictwa Raymondem Saulnierem napędzanym 3-cylindrowym silnikiem Anzani o mocy 25 KM konstrukcji włoskiego inżyniera Alessandro Anzaniego. Nagrodą ufundowaną przez redakcję brytyjskiej gazety Daily Mail było 25 tysięcy franków. Po przelocie nad kanałem La Manche i wylądowaniu na wybrzeżu Anglii, Louis Blériot musiał dopełnić obowiązku odprawy celnej. Ze względu na brak w rubryce formularza możliwości zaznaczenia pola pilot został sklasyfikowany jako sternik jachtu o nazwie Monoplane.
Dla upamiętnienia wyczynu Louisa Blériota miejscowość Les Barraques została później przemianowana na Blériot Plage.

## Dalsza działalność
W 1910 Louis Blériot zbudował pierwszy samolot pasażerski nazwany aerobusem, rozpoczynając tym samym erę lotnictwa pasażerskiego. Pilot testowy wytwórni Blériota ustanowił rekord świata przewożąc 7 pasażerów.
W 1914 Blériot odkupił od Deperdussina wytwórnię SPAD, w której podczas I wojny światowej wyprodukował około 10 tysięcy samolotów napędzanych silnikami Gnome.

## Motocykle Blériota

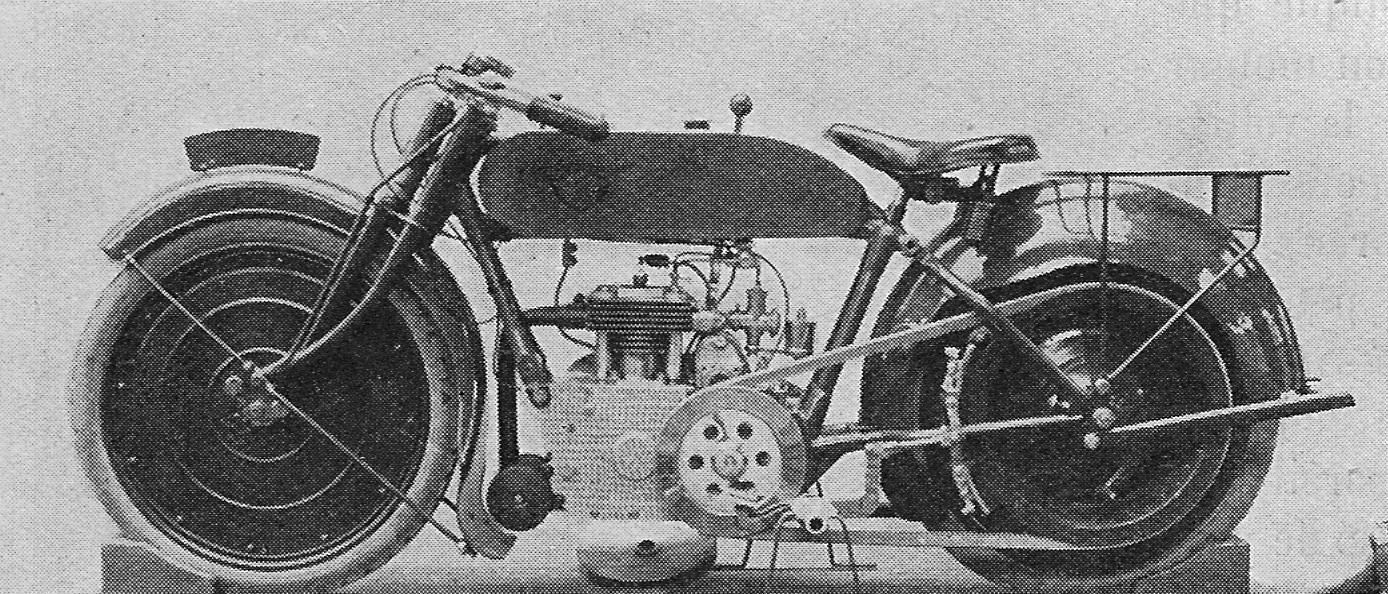
Motocykl wytwórni Blériot (1920)

Produkcja samolotów wojskowych przyniosła wytwórni Blériota duże zyski w latach 1914–1918, ale zakończenie działań wojennych spowodowało anulowanie większości zamówień i w konsekwencji konieczność przestawienia się na produkcję cywilną. Podjęto próbę budowy motocykli, które jednak nie cieszyły się dużym powodzeniem na rynku.
W latach 1920–1923 produkowano jeden typ motocykla o pojemności silnika 500 cm³ mający 3-stopniową skrzynię biegów, napęd koła tylnego przy pomocy pasa, charakterystyczne pełne koła i przyczepę boczną.